# جولیو بازه
جولیو بازه (ایتالیایی: Giulio Base؛ زادهٔ ۶ دسامبر ۱۹۶۳) یک هنرپیشه، و کارگردان اهل ایتالیا است. وی از سال ۱۹۸۵ میلادی تاکنون مشغول فعالیت بوده‌است.
از فیلم‌ها یا برنامه‌های تلویزیونی که وی در آن نقش داشته است، می‌توان به حق مشاوره، خاطرات عزیز و پاپ ژان پل دوم اشاره کرد.